# Black (Pearl Jam)
Black è un brano musicale tratto da Ten, album di debutto dei Pearl Jam. La canzone è il soliloquio di un uomo dal cuore spezzato che ricorda la sua amata perduta.
Black è uno dei brani più noti del gruppo ed è un pezzo centrale ed emozionante dell'album. Come per Rearviewmirror tratto da Vs. e Better Man tratto da Vitalogy, il gruppo si è rifiutato di farne un singolo, ritenendo che fosse troppo personale e che le emozioni sarebbero andate perdute qualora se ne fosse fatto un video o un singolo.. Nonostante questo, il brano ha raggiunto la posizione numero 3 della classifica di Billboard Mainstream Rock Tracks nel 1992. La canzone è inclusa nella raccolta Rearviewmirror: Greatest Hits 1991-2003 dei Pearl Jam.

## Cover
Aaron Lewis degli Staind ha fatto una cover della canzone nel 2001 eseguita sia nel tour Break the Cycle sia nel Family Values Tour. Una esibizione live di Aaron Lewis è stata pubblicata nella raccolta Family Values Tour 2001.
Anche gli Stone Sour hanno cantato questa canzone dal vivo nei loro primi anni di carriera, prima di raggiungere il successo, come si può sentire nel loro bootleg del 1996 Live at the Edge, Des Moines, IA.
Chris Daughtry ha eseguito una cover acustica di questo brano nel suo tour 2006-2007 seguito all'album di debutto Daughtry.
Bronson Arroyo ha registrato questa canzone per il suo album Covering the Bases.

## Posizioni in classifica
Informazioni tratte da Billboard.
| Anno | Singolo | Classifica                | Posizione |
| ---- | ------- | ------------------------- | --------- |
| 1993 | "Black" | US Mainstream Rock Tracks | 3         |
| 1993 | "Black" | US Modern Rock Tracks     | 20        |